# Мишель, Кэндис
Кэ́ндис Мише́ль Бе́кман-Э́рлих (англ. Candice Michelle Beckman-Ehrlich, род. 30 сентября 1978 года) — американская модель, актриса, профессиональный рестлер, известная под именем Кэндис Мишель или просто Кэндис. Известная своими выступлениями в World Wrestling Entertainment.
В 2004 году Кэндис Мишель была нанята в WWE, после её участия в WWE Diva Search. Кроме рестлинга, Кандис известна по рекламному ролику Go Daddy.com с её участием, показанному на Суперкубке в 2005 году. Она также снялась для обложки журнала Playboy в апреле 2006 года. В 2007 году после победы над Мелиной на ппв шоу Vengeance, Кэндис завоевала титул Женского чемпиона WWE. 19 июня 2009 года она была уволена из WWE. 2 декабря 2017 года на шоу House of Hardcore 36 Кэндис провела свой прощальный матч, в котором одержала победу над Лизой Мари Варон.

## Личная жизнь
С 7 мая 2005 года Кэндис замужем за доктором-хиропрактиком Кеном Джи Эрлихом, с которым она встречалась 6 лет до их свадьбы. У супругов есть три дочери: ЭкиЭнн Роуз Эрлих (род.23.05.2010), Юми Грэйс Эрлих (род.20.10.2012) и Алоха Вон Эрлих (род.17.07.2015).
В 2008 году Кэндис вместе с Батистой, Шелтоном Бенджамином и Джошем Мэтьюзем представляла WWE на Национальном конвенте Демократической партии 2008 года, на котором призвали всех фанатов WWE принять участие в голосовании на Президентских выборах в США 2008 года.

## Любимые приёмы
- Завершающие приёмы
  - Закручивание Леденца (англ. Candywrapper)[4] — 2007—2009
  - Удар пяткой во вращении — 2007; как коронный приём 2008—2009
  - Передняя Русская подсечка (англ. Sugar Rush (Forward Russian legsweep))[5][6] — 2005—2006
- Коронные приёмы
  - Bridging northern lights suplex[7]
  - Candylicious (Hanging figure four necklock)
  - Diving crossbody
  - Удар локтем в падении, с танцем Go Daddy
  - Hurricanrana[7]
  - Rolling neck snap
  - Running leaping clothesline
  - Sitout rear mat slam
  - Springboard arm drag
  - Tilt-a-whirl headscissors takedown[7]

## Титулы и награды
- Pro Wrestling Illustrated
  - Самый прогрессирующий рестлер года (2007)[8]
  - Женщина года (2007)[8]
  - № 10 в списке 50 лучших девушек рестлеров 2008 года[9]
- World Wrestling Entertainment
  - Женский чемпион WWE (1 раз)[10]
  - Чемпион WWE 24/7